# 张祖还

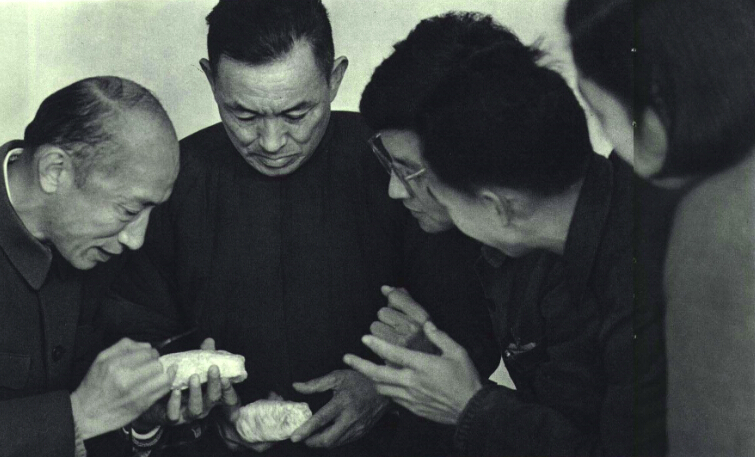
1966年南京大学张祖还、徐克勤

张祖还（1910年2月—2000年2月17日），男，江苏南京人，中国放射性地质学家，曾任南京大学教授、博士生导师。主要从事放射性地质专业的教学和科研工作，代表性论著有《华南两种类型花岗岩及其与铀矿床关系》《铀地球化学》等。

## 生平
1933年毕业于国立中央大学地质系。历任中央研究院地质研究所助理员，资源委员会云南锡矿工程处工务员，云南一平浪矿务局副工程师，云南矿业公司工程师兼探采工程处处长，贵州矿产测勘团地质师，国立中央大学地质系副教授等职。1952年院系调整后，历任南京大学地质系教授、教研室主任、系副主任。2000年2月17日在南京逝世。

## 社会兼职
担任国务院学位委员会学科评议组成员，中国核学会铀矿地质学会理事，中国地质学会理事，江苏省地震学会理事长等职。

## 荣誉
2020年在中国铀业公司主办的“纪念核地矿创建65周年座谈会”上入选“中国铀业功勋人物”。